# Benjamin Pavard
Pour les articles homonymes, voir Pavard.
Benjamin Pavard, né le 28 mars 1996 à Maubeuge, dans le Nord, est un footballeur international français qui évolue au poste de défenseur central et de latéral droit à l'Inter Milan.
Après avoir commencé sa carrière professionnelle au LOSC Lille lors de la saison 2015-2016, il porte le maillot du club allemand du VfB Stuttgart d'abord en deuxième division pendant trois saisons avant de rejoindre le Bayern Munich en 2019. Sa relative polyvalence (il peut jouer défenseur central, latéral voire milieu récupérateur) lui permet progressivement de s'affirmer parmi les titulaires de l'équipe bavaroise. Il compte notamment une Ligue des champions en 2020 et quatre Bundesliga à son palmarès remportés avec le Bayern Munich. Au terme du championnat italien 2023-2024, il est sacré champion avec l'Inter Milan. La saison suivante, il est finaliste de la Ligue des champions.
Inconnu du grand public, il est appelé pour la première fois en équipe de France par le sélectionneur Didier Deschamps en 2017. Positionné latéral droit, il est sacré champion du monde en 2018 avec l'équipe de France à l'issue d'une victoire par quatre buts à deux en finale face à la Croatie. Lors de cette compétition, il marque face à l'Argentine en huitièmes de finale un but décisif d'une reprise en demi-volée des 20 mètres qui part dans la lucarne. Cette réalisation sera élue plus beau but du tournoi et participera à sa popularité chez les supporters tricolores. Il participe ensuite à l'Euro 2020 et 2024 ainsi qu'à la Coupe du monde 2022 où la France s'incline en finale. Il remporte également la Ligue des nations 2021.

## Biographie

### Enfance et formation
Benjamin Pavard grandit à Jeumont, dans la périphérie de Maubeuge, dans le département du Nord. Il y joue sous les ordres de son père, magasinier à l’hôpital de Maubeuge et ancien défenseur en troisième division avec l'US Maubeuge dans les années 1980,. Un autre éducateur se rappelle : « En dehors du foot, Benjamin était un garçon très timide. Et dès qu’il rentrait sur un terrain, il se transformait complètement. Malgré son jeune âge, il prenait ses responsabilités. (...) Benjamin n’était pas très costaud. (...) Mais à l’époque, déjà, il était au-dessus de la moyenne. À l’entraînement, il comprenait tout plus vite que tout le monde. Il était milieu axial dans une équipe de football à sept. Mais il était très polyvalent, il pouvait jouer n’importe où. Et malgré ses carences physiques, il possédait déjà une belle qualité de passe et de frappe ».
À neuf ans, Il réalise des tests de détection avec le LOSC Lille et le RC Lens et opte pour les Dogues de Lille. Quatre fois par semaine, ses parents font les cent kilomètres qui séparent leur domicile du chef-lieu du département pour accompagner leur fils unique. Sa mère, secrétaire dans un hôpital, lui fait faire ses devoirs dans le vestiaire.
Il poursuit sa formation en sports-études au collège Lavoisier puis au lycée Jean Perrin à Lambersart, puis au pôle espoirs de Liévin à partir de 2009, avant de préparer un brevet d’éducateur sportif. « J’encadrais des jeunes, je n’ai pas fini mes études car je suis passé pro. Il ne faut pas en parler, les gens vont dire que je n’avais pas de diplômes. » En 2011, il dispute avec la sélection Nord-Pas-de-Calais la Coupe Nationale U15 à Clairefontaine.

### Débuts professionnels au LOSC

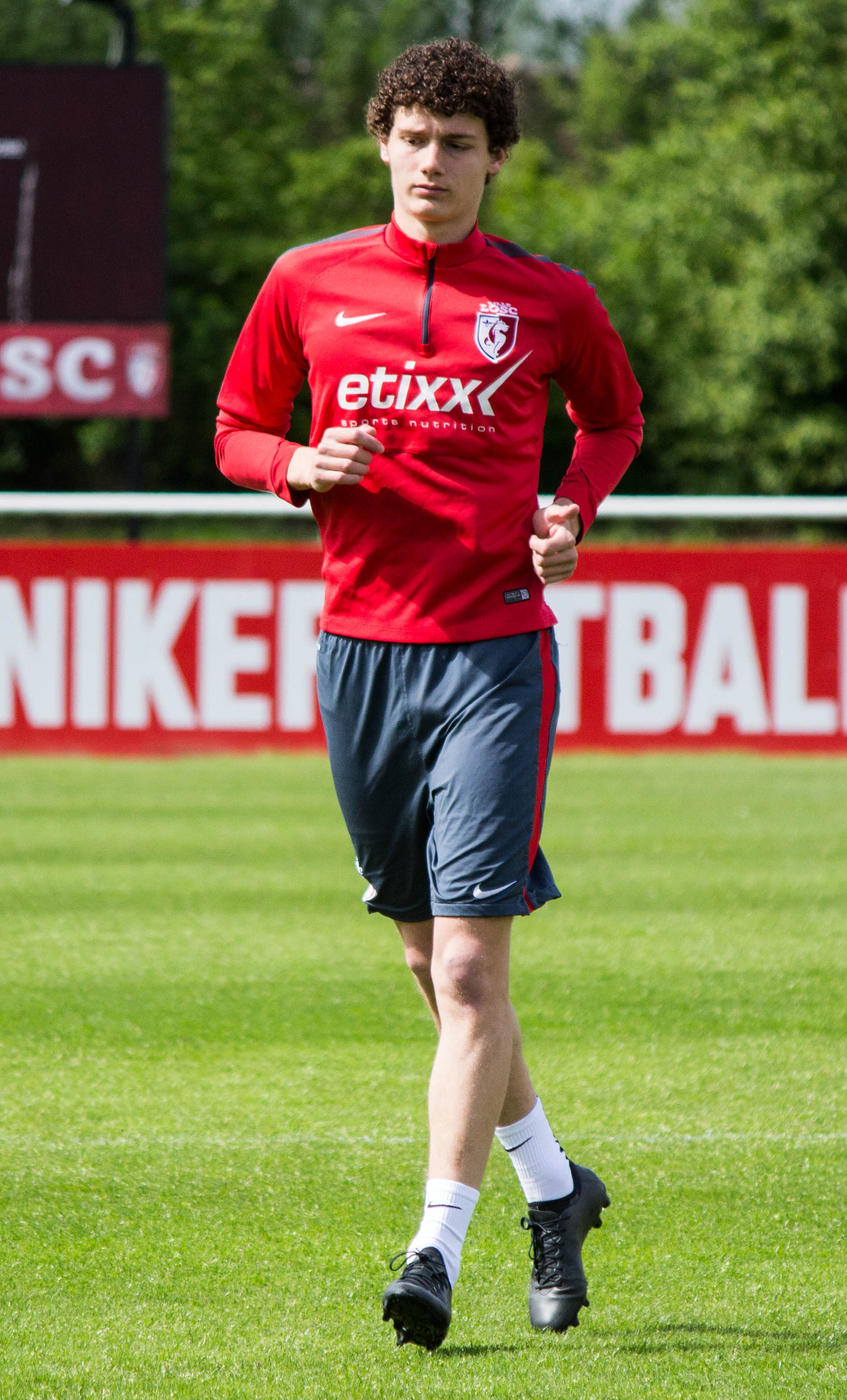
Pavard lors d'un entraînement avec Lille en mai 2015.

Benjamin Pavard débute comme professionnel sous les ordres de René Girard le 31 janvier 2015 contre le FC Nantes en tant que titulaire. Il est ensuite souvent appelé dans le groupe professionnel, et régulièrement titularisé en fin de saison en l'absence de Marko Baša, blessé.
En l'absence de ce dernier, il commence la saison 2015-2016 en tant que titulaire. Cependant, le nouvel entraîneur de Lille, Frédéric Antonetti, ne lui fait que peu confiance et lui préfère Baša et Renato Civelli. Mécontent de son sort, Pavard quitte le nord de la France pour le VfB Stuttgart à l’été 2016, en quête de temps de jeu et de reconnaissance. Il déclarera ensuite : « Je n'avais pas la confiance de l'entraîneur et quand je jouais, c'était à tous les postes sauf le mien, qui est défenseur central. Il n'y avait pas de communication avec moi. Je sentais qu'il ne me considérait pas vraiment car j'étais jeune. C'est ses choix, je les respecte mais je devais penser à ma carrière ».

### Révélation à Stuttgart

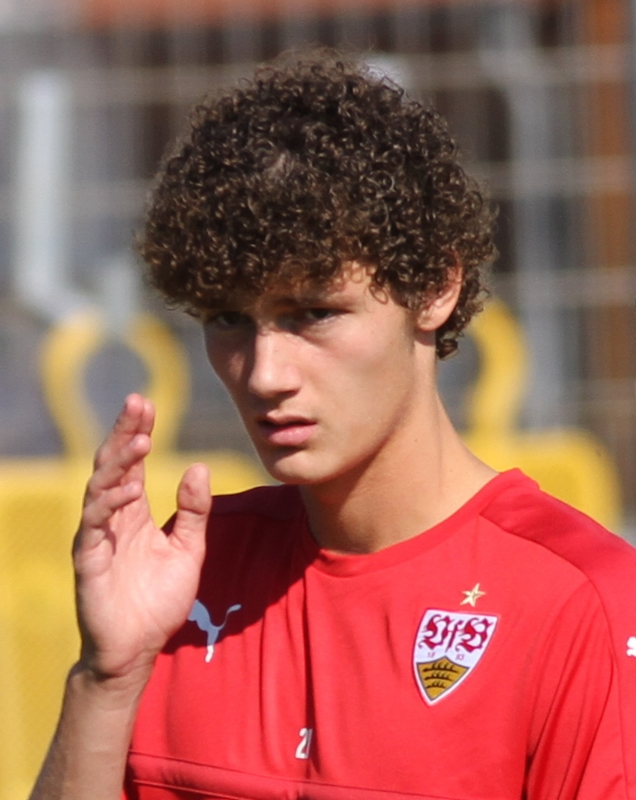
Pavard avec Stuttgart en septembre 2016.

Le 30 août 2016, Pavard, qui a tout juste vingt ans, signe un contrat de quatre ans avec le VfB Stuttgart, pour un montant estimé à 5 millions d'euros, ce qui le place parmi les dix transferts les plus chers de l'histoire du club allemand. Il participe, en tant que titulaire, à la remontée du VfB Stuttgart en Bundesliga. Après une première saison en 2. Bundesliga et une montée immédiate, Benjamin Pavard devient un pilier de l'équipe.
Il commence la saison 2017-2018 en tant que titulaire et dispute l'intégralité des matchs. Il marque son premier but en Bundesliga le 29 octobre 2017 contre Fribourg-en-Brisgau. Le 20 décembre 2017, Pavard prolonge son contrat au VfB Stuttgart jusqu'en juin 2021. Le défenseur de vingt et un ans est élu meilleur jeune joueur du mois de février 2018 en Bundesliga,. Il joue tous les matchs, un record sur la saison en Bundesliga, dont 31 en défense centrale. Il est le défenseur ayant réalisé le plus d'interceptions.
Dans un effectif où il s'impose comme un cadre, le début de saison 2018-2019 est délicat pour Pavard et le VfB (dernier après sept journées avec une seule victoire). L'entraîneur Tayfun Korkut est alors remplacé par Markus Weinzierl. Titulaire régulier durant toute la saison, il ne peut pas empêcher la relégation de son club en deuxième division, actée le 27 mai 2019 après une double confrontation, lors d'un barrage d'accession, face à l'Union Berlin, qui se retrouve promu en Bundesliga grâce à la règle des buts marqués à l'extérieur.

### Bayern Munich

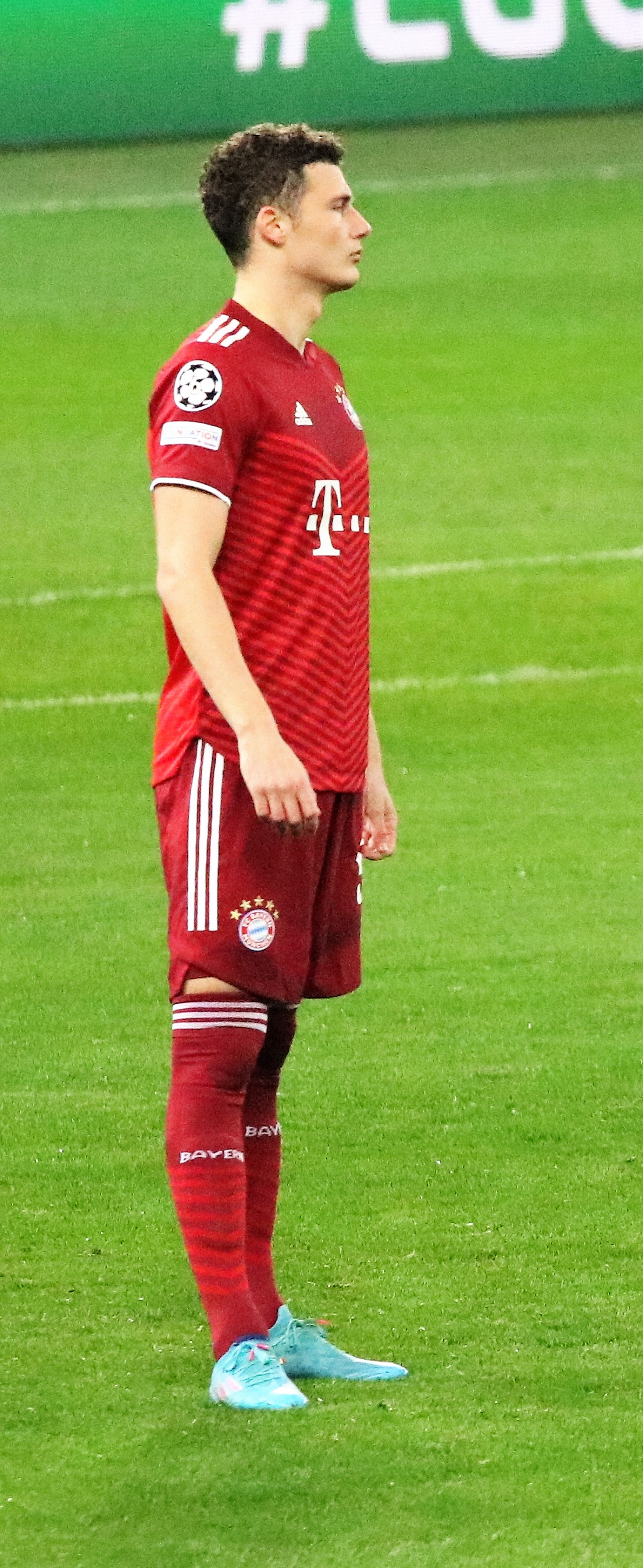
Pavard avec le Bayern Munich en février 2022.

Le 9 janvier 2019, le directeur sportif du Bayern Munich, Hasan Salihamidžić, annonce que Benjamin Pavard rejoindra le club à partir du 1er juillet 2019 pour un montant estimé à celui de sa clause libératoire, 35 millions d’euros. Des observateurs dont Bixente Lizarazu doutent de sa capacité à pouvoir s'imposer dans l'effectif bavarois, que ce soit en tant que défenseur central ou en tant qu'arrière-droit où il a comme concurrent Joshua Kimmich,.
Le défenseur français prend part à son premier match avec le Bayern à l'occasion du match de Supercoupe d'Allemagne perdu face au Borussia Dortmund.
Il marque son premier but sous les couleurs du Bayern Munich à l'occasion de la réception du FSV Mayence (victoire 6-1) le 31 août 2019.
En mai 2020, devenu titulaire au sein du club, il est le troisième joueur ayant le plus de temps de jeu derrière Manuel Neuer et Kimmich. Ayant dans un premier temps évolué à tous les postes de la défense en raison de sa polyvalence et de blessures pour plusieurs de ses coéquipiers, il joue à partir de novembre 2019 au poste de latéral droit.
En août 2020 après avoir brillamment passé le final 8 de la Ligue des champions, Benjamin Pavard blessé en grande partie lors du tournoi, remporte avec le Bayern Munich la Ligue des champions de l'UEFA 2019-2020. A 24 ans, il devient le plus jeune joueur français à détenir la Coupe du monde et la Ligue des champions.
Le 24 septembre 2020, titulaire face au Séville Fútbol Club (vainqueur de la Ligue Europa), le Bayern remporte la Supercoupe de l'UEFA.
Le 11 février 2021, il remporte la Coupe du monde des clubs 2020, en étant l'auteur de l'unique but de la finale face au club mexicain des Tigres UANL.
Sous les ordres de l'entraîneur allemand Julian Nagelsmann, arrivé au sein du club bavarois durant l'été 2021, il remporte de nouveau la Bundesliga lors de la saison 2021-2022 ainsi que la Supercoupe d'Allemagne pour la seconde fois de sa carrière, en inscrivant un but lors de la rencontre face au RB Leipzig.

### Inter Milan
Le 30 août 2023, il quitte le Bayern Munich et s'engage en faveur de l'Inter Milan. Désireux de s’envoler ailleurs pour relever un nouveau défi, Benjamin Pavard fait un choix assez étonnant de quitter le Bayern Munich pour rejoindre la Serie A et l'Inter Milan. Le Champion du monde 2018 signe pour cinq saisons avec les Nerazzurri et contre un montant de 30 millions d’euros.
Baladé entre le poste de défenseur central et celui de latéral droit depuis le début de sa carrière, l’ex-Lillois joue maintenant dans l’axe à l’Inter, au sein d’une défense à trois. «Je suis venu pour jouer défenseur central, et pas arrière droit», avait-il d’ailleurs prévenu lors de sa présentation en Italie. Et rapidement, le défenseur de 27 ans a apporté satisfaction aux yeux de Simone Inzaghi durant ses premiers mois. Mais sa bonne adaptation a malheureusement été freinée pendant six mois par une luxation à un genou, début novembre 2023.
De retour en tant que titulaire en début d’année 2024, Benjamin Pavard enchaîne les titularisations et s’est d’ailleurs montré étincelant en Supercoupe d'Italie, puisqu’il reste aussi capable de garder ses qualités de latéral, comme en témoigne sa passe décisive pour Lautaro Martínez, en finale contre Naples (1-0). «Je suis très content de Benjamin Pavard. C’est un joueur parfait pour notre système de jeu. Nous le voulions absolument et nous sommes très heureux du choix que nous avons fait», expliquait Inzaghi, son entraîneur.
Pour le choc contre la Juventus, Pavard a fait l’unanimité. Le Français a récupéré 6 ballons, bloqué des offensives dangereuses et a réussi 93% de ses passes, permettant ainsi aux Milanais de l’emporter (1-0) et de conserver quatre points d’avance en tête de la Serie A. «Le football italien est très tactique. Je suis content d’être ici. Le niveau est très élevé, mais je suis content d’être à l’Inter et je veux remporter le Championnat», a-t-il assuré, après la victoire.
Dans la presse italienne, il a également fait l’unanimité en héritant d’un 7,5/10 dans la Repubblica. «Il est à San Siro depuis 6 mois, mais l’impression est qu’il y est né», a noté le quotidien. Pareil pour Tuttosport, qui lui donne 8/10. «Béni le jour où Inzaghi a demandé de faire all-in sur lui. Tout est parfait avec lui», explique le média dans ses colonnes. Enfin, la Gazzetta dello Sport lui a donné un 7/10, en précisant qu’il a fait un match plein et parfait. Quatre mois avant l’Euro 2024, Benjamin Pavard est sur un nuage.
Il réalise également une performance remarquable lors du derby della Madonnina du 22 avril 2024, se distinguant notamment par sa passe de la tête décisive sur l'ouverture du score et par deux tacles impressionnants sur Rafael Leão. Le Corriere della Sera lui donne la note de 7. Après le titre remporté, le Corriere lui donne la note de 9 sur l'ensemble de la saison.

### En équipe nationale

#### Des juniors aux A

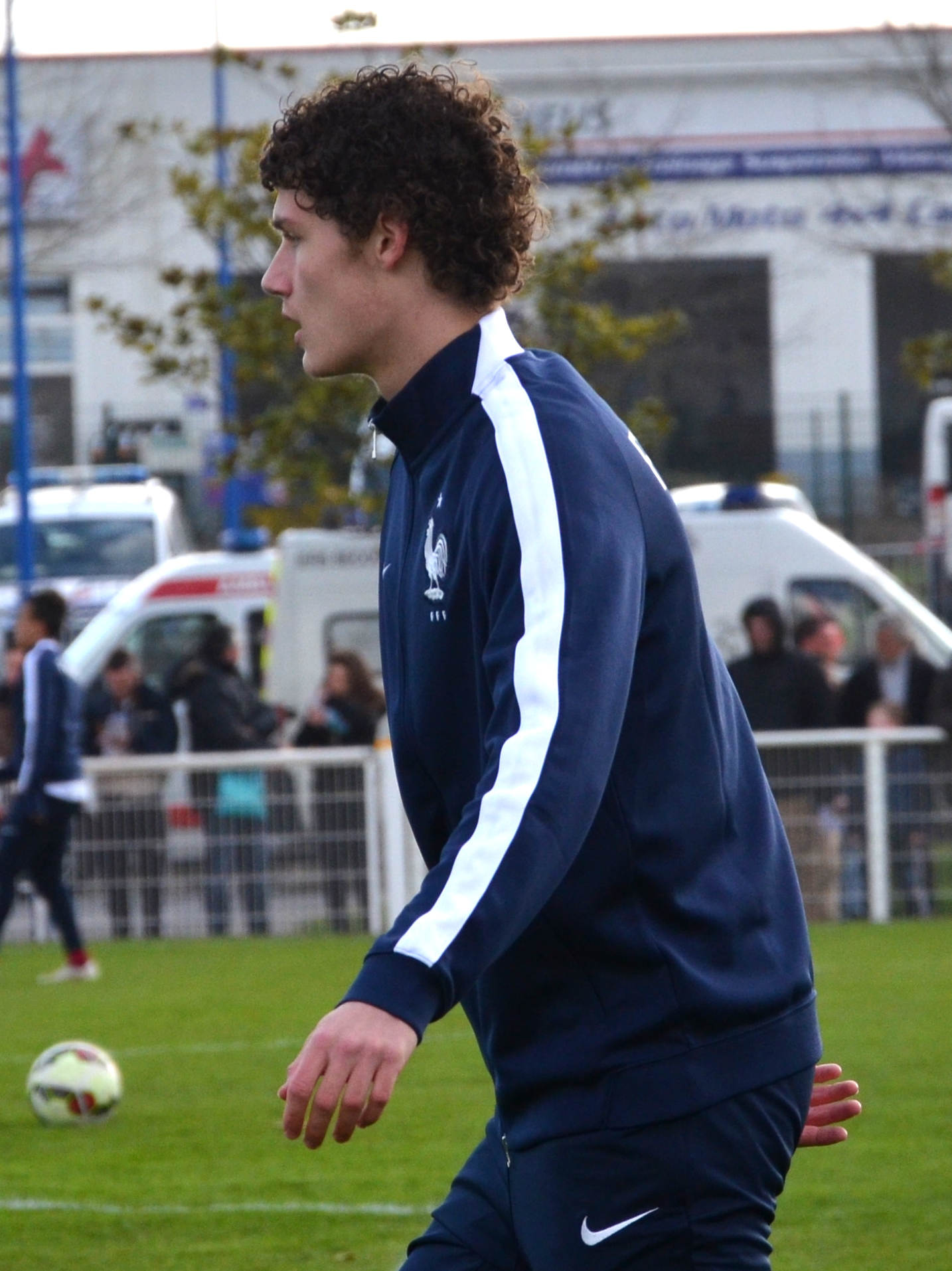
Pavard avec l'équipe de France U19 en mars 2015.

Benjamin Pavard participe avec l'équipe de France au championnat d'Europe des moins de 19 ans 2015 organisé en Grèce. Il joue deux matchs contre l'Ukraine et contre la Grèce (victoires 3-1 et 2-0). La France atteint les demi-finales de la compétition, où elle est éliminée par le futur vainqueur, l'Espagne. En fin de compte, Pavard est sélectionné quatre fois en U19.

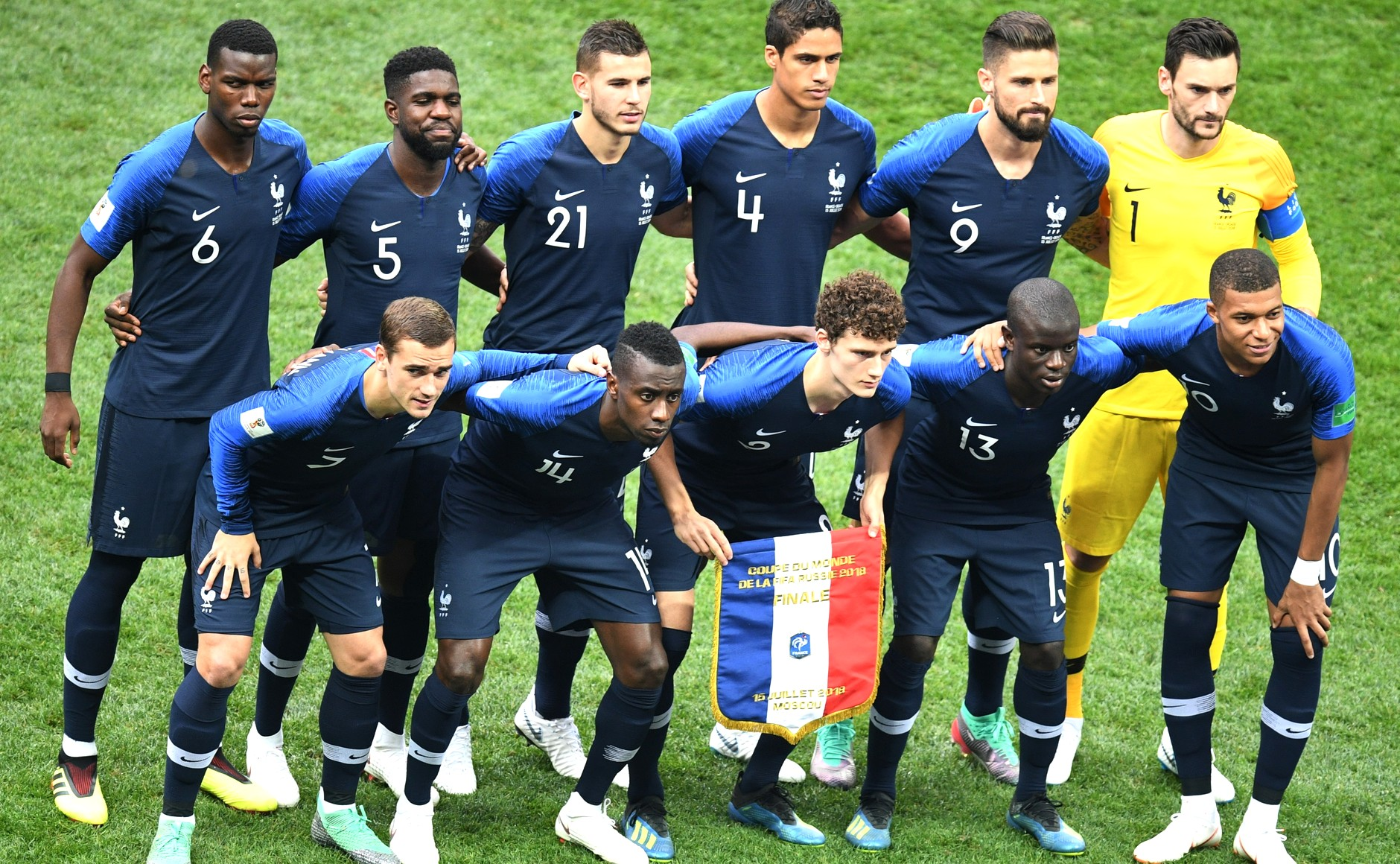
Benjamin Pavard avec l'équipe de France en 2018.

Ensuite, il rejoint l'équipe de France espoirs pour les matches qualificatifs du championnat d'Europe 2017. En novembre 2017, Pavard est encore invaincu avec les Bleuets (12 victoires, 3 nuls). Il y compte 15 sélections et s'y impose comme titulaire. Dans ces rencontres, Pavard occupe, la plupart du temps, le poste d'arrière latéral droit, mais aussi de défenseur central et d'arrière gauche.
Le 2 novembre 2017, il est appelé en équipe de France A pour la première fois par Didier Deschamps et entre en jeu à la mi-temps le 10 novembre 2017 contre le Pays de Galles à la place de Christophe Jallet pour sa première sélection. À la 80e minute, sa frappe croisée heurte le poteau gallois (victoire 2-0). Il connaît une première titularisation contre la Russie lors du dernier match amical précédant la liste de Didier Deschamps pour la Coupe du monde.
Il est surnommé affectueusement Jeff Tuche par certains de ses coéquipiers français, notamment par le latéral Benjamin Mendy, en référence à sa coupe de cheveux ressemblant à celle du célèbre personnage de fiction incarné par Jean-Paul Rouve.

#### Coupe du monde 2018
Le 17 mai 2018, il fait partie des vingt-trois joueurs sélectionnés par Deschamps pour jouer la Coupe du monde 2018. À la suite de sa bonne performance contre l'Italie, en match amical, il laisse entrevoir une potentielle inversion de la hiérarchie sur le côté droit avec Djibril Sidibé (de retour de blessure).
Il dispute ensuite les deux premiers matchs de poule contre l'Australie et le Pérou comme titulaire, mais est laissé au repos, comme plusieurs autres joueurs dans le dernier match contre le Danemark, la France étant déjà qualifiée. En huitièmes de finale, face à l'Argentine, il inscrit son premier but en bleu et dans cette compétition, d'une reprise en demi-volée depuis l'extérieur de la surface, permettant ainsi à son équipe d'égaliser à 2-2 (pour une victoire finale 4-3). Cette égalisation, suivant la seule fois du tournoi où la France est menée au score, est généralement considérée comme un des principaux tournants dans le parcours des Bleus vers le sacre mondial,. Son tir en pleine lucarne occasionne même une chanson reprise par les supporters dans tout le pays : « Benjamin Pavard ! Je ne crois pas que vous connaissiez, il sort de nulle part, une frappe de bâtard, on a Benjamin Pavard ! » et entre dans la postérité avec le commentaire de Grégoire Margotton lors du but : « Second poteau Pavard ». Ce but lui vaut également la distinction du plus beau but de la Coupe du monde 2018, après un vote des internautes du monde entier organisé par la FIFA sur une sélection de 18 buts marqués lors de ce Mondial.
Le défenseur de Stuttgart reste titulaire lors de tous les matchs de phase finale jusqu'à la finale qu'il joue en intégralité. Il devient champion du monde le 15 juillet 2018 avec la victoire de l'équipe de France face la Croatie (4-2).

#### Euro 2020
Benjamin Pavard est sélectionné par Didier Deschamps le 18 mai 2021 pour participer à l'Euro 2020. Il est titulaire lors de deux des trois matchs de poule puis lors du huitième de finale perdue aux tirs au but contre la Suisse.  
En octobre, il fait partie du groupe de joueurs convoqués pour participer à la phase finale de Ligue des nations. Il est titulaire en demi-finale contre la Belgique puis en finale contre l'Espagne et remporte la compétition. 

#### Coupe du monde 2022
Benjamin Pavard fait partie des 26 joueurs de l'Équipe de France sélectionnés pour disputer la Coupe du monde au Qatar. Titulaire au poste de latéral droit lors du premier match disputé contre l'Australie (4-1), Pavard est jugé responsable par Didier Deschamps d'une erreur défensive lors de l'ouverture du score australienne. Il ne disputera plus aucun match lors de cette Coupe du monde, le poste revenant à Jules Koundé, lui-même pouvant être remplacé en cours de match par Axel Disasi. La France est battue en finale par l'Argentine (3-3 ap, 4-2 tab).
Le 27 mars 2023, à l'occasion du deuxième match de qualification pour l'Euro 2024, il est titulaire pour la première fois depuis le 22 novembre 2022 et l'entrée en lice de la France à la Coupe du monde au Qatar contre l'Australie et marque son troisième but en bleu, ce qui amène la victoire de son équipe sur le score final de 1-0 contre l'Irlande.
Le 17 octobre 2023, l’équipe de France a dominé l’Écosse (4-1) grâce notamment à un doublé inattendu. Le défenseur interiste est, non seulement, devenu, par la même occasion, le premier joueur français à inscrire deux buts de la tête dans un même match depuis un certain Zinedine Zidane en finale de la Coupe du monde 1998, et devient le premier défenseur à inscrire un doublé depuis Mamadou Sakho en novembre 2013.

#### Euro 2024
En mai 2024, il figure dans une liste de 25 joueurs appelés par Didier Deschamps pour l'Euro 2024,. Mais, contrairement aux autres compétitions où il a participé, il ne joue aucun match, tout comme 6 autres joueurs non utilisés.
En mai, il fait partie du groupe de 25 joueurs convoqués pour participer à la phase finale de Ligue des nations. Il ne prend part à aucun des deux matchs et la France termine troisième.

#### Période d'invincibilité
Depuis mars 2015, date de sa première sélection en équipe de France des moins de 19 ans, il connaît trente-cinq matchs consécutifs en équipe de France sans défaite (quatre avec les moins de dix-neuf ans, quinze avec les espoirs, seize avec l'équipe A), série qui prend fin le 16 novembre 2018 sur une défaite 2-0 à Rotterdam face aux Pays-Bas.

## Vie privée
Entre juin 2018 - février 2019, il est en couple avec Rachel Legrain-Trapani, Miss France 2007,.
Le 23 juillet 2024, il annonce sur Instagram ses fiançailles avec Kleofina Pnishi (en), Miss Provence 2017 et candidate de la 12e saison de Pékin Express, avec qui il est en couple depuis 2022,. Le couple se marie un an plus tard, le week-end du 18 juillet 2025, sur la Côte amalfitaine,. 

## Style de jeu: défenseur polyvalent de caractère
Formé au poste de milieu défensif, il est repositionné défenseur en fin de formation au LOSC Lille. Stéphane Dumont, qui s’occupe de lui en moins de dix-neuf ans se souvient : « Ce qui lui a permis de franchir un autre cap, c'est le fait d'être passé de milieu défensif à défenseur. Il devenait alors quelqu'un d'important à un poste qui mettait davantage en valeur sa qualité de relance. Mais qui le sanctionnerait également à la moindre facilité. Il l'a emmagasiné et ça l'a énormément fait progresser ». René Girard, qui le fait débuter en professionnel, évoque cette époque : « Je crois l'avoir fait jouer aux trois postes, à droite, à gauche et dans l'axe ». Plus tard, à Stuttgart, il est utilisé en défense centrale par Hannes Wolf. Lors de ses débuts en équipe de France, l'ex-Dogue évolue dans le couloir droit,.
René Girard qui le lance en professionnel se souvient : « J'avais été agréablement surpris, puisqu'il s'était très bien fondu dans le groupe des pros, même s'il avait été appelé au dernier moment. (...) Je me rappelle d'un garçon avec de la personnalité, une facilité technique. Il avait beaucoup d’aplomb, de caractère, de personnalité. Il tentait des choses difficiles. Ça pouvait passer pour de la suffisance vu de l’extérieur. Mais il était mature, réservé, à l’écoute. » Lorsqu'il parle de son transfert à Stuttgart, Pavard déclare : « L'Allemagne m'a appris la rigueur. Au début, le coach me gueulait beaucoup dessus. Il m'observait et ne me lâchait pas. Je faisais des choses qui ne servaient à rien. (...) Aujourd'hui, je ne prends plus ce genre de risques et je dégage le ballon. Je me sens épanoui. L'Allemagne m'a fait énormément évoluer. »

## Statistiques
| Saison                | Club                  | Championnat           | Championnat | Championnat | Championnat | Coupe nationale | Coupe nationale | Coupe nationale | Coupe de la Ligue | Coupe de la Ligue | Coupe de la Ligue | Supercoupe | Supercoupe | Supercoupe | Compétition(s) continentale(s) | Compétition(s) continentale(s) | Compétition(s) continentale(s) | Compétition(s) continentale(s) | Supercoupe de l'UEFA | Supercoupe de l'UEFA | Supercoupe de l'UEFA | Coupe du monde des clubs | Coupe du monde des clubs | Coupe du monde des clubs | Total | Total | Total |
| Saison                | Club                  | Division              | M.          | B.          | P.d.        | M.              | B.              | P.d.            | M.                | B.                | P.d.              | M.         | B.         | P.d.       | Comp.                          | M.                             | B.                             | P.d.                           | M.                   | B.                   | P.d.                 | M.                       | B.                       | P.d.                     | M.    | B.    | P.d.  |
| 2014-2015             | LOSC Lille            | Ligue 1               | 8           | 0           | 0           | -               | -               | -               | -                 | -                 | -                 | -          | -          | -          | -                              | -                              | -                              | -                              | -                    | -                    | -                    | -                        | -                        | -                        | 8     | 0     | 0     |
| 2015-2016             | LOSC Lille            | Ligue 1               | 13          | 0           | 0           | 1               | 0               | 0               | 3                 | 0                 | 0                 | -          | -          | -          | -                              | -                              | -                              | -                              | -                    | -                    | -                    | -                        | -                        | -                        | 17    | 0     | 0     |
| Sous-total            | Sous-total            | Sous-total            | 21          | 0           | 0           | 1               | 0               | 0               | 3                 | 0                 | 0                 | -          | -          | -          | -                              | -                              | -                              | -                              | -                    | -                    | -                    | -                        | -                        | -                        | 25    | 0     | 0     |
| 2016-2017             | VfB Stuttgart         | 2. Bundesliga         | 21          | 1           | 2           | -               | -               | -               | -                 | -                 | -                 | -          | -          | -          | -                              | -                              | -                              | -                              | -                    | -                    | -                    | -                        | -                        | -                        | 21    | 1     | 2     |
| 2017-2018             | VfB Stuttgart         | Bundesliga            | 34          | 1           | 0           | 2               | 0               | 0               | -                 | -                 | -                 | -          | -          | -          | -                              | -                              | -                              | -                              | -                    | -                    | -                    | -                        | -                        | -                        | 36    | 1     | 0     |
| 2018-2019             | VfB Stuttgart         | Bundesliga            | 31          | 0           | 0           | -               | -               | -               | -                 | -                 | -                 | -          | -          | -          | -                              | -                              | -                              | -                              | -                    | -                    | -                    | -                        | -                        | -                        | 31    | 0     | 0     |
| Sous-total            | Sous-total            | Sous-total            | 86          | 2           | 2           | 2               | 0               | 0               | -                 | -                 | -                 | -          | -          | -          | -                              | -                              | -                              | -                              | -                    | -                    | -                    | -                        | -                        | -                        | 88    | 2     | 2     |
| 2019-2020             | Bayern Munich         | Bundesliga            | 32          | 4           | 4           | 6               | 0               | 0               | -                 | -                 | -                 | 1          | 0          | 0          | C1                             | 8                              | 0                              | 2                              | -                    | -                    | -                    | -                        | -                        | -                        | 47    | 4     | 6     |
| 2020-2021             | Bayern Munich         | Bundesliga            | 24          | 0           | 0           | 1               | 0               | 0               | -                 | -                 | -                 | 1          | 0          | 0          | C1                             | 7                              | 0                              | 2                              | 1                    | 0                    | 0                    | 2                        | 1                        | 0                        | 36    | 1     | 2     |
| 2021-2022             | Bayern Munich         | Bundesliga            | 25          | 0           | 2           | 1               | 0               | 0               | -                 | -                 | -                 | -          | -          | -          | C1                             | 10                             | 0                              | 1                              | -                    | -                    | -                    | -                        | -                        | -                        | 36    | 0     | 3     |
| 2022-2023             | Bayern Munich         | Bundesliga            | 30          | 4           | 1           | 3               | 0               | 0               | -                 | -                 | -                 | 1          | 1          | 0          | C1                             | 9                              | 2                              | 0                              | -                    | -                    | -                    | -                        | -                        | -                        | 43    | 7     | 1     |
| 2023-2024             | Bayern Munich         | Bundesliga            | -           | -           | -           | -               | -               | -               | -                 | -                 | -                 | 1          | 0          | 0          | C1                             | -                              | -                              | -                              | -                    | -                    | -                    | -                        | -                        | -                        | 1     | 0     | 0     |
| Sous-total            | Sous-total            | Sous-total            | 111         | 8           | 7           | 11              | 0               | 0               | -                 | -                 | -                 | 4          | 1          | 0          | -                              | 34                             | 2                              | 4                              | 1                    | 0                    | 0                    | 2                        | 1                        | 0                        | 163   | 12    | 11    |
| 2023-2024             | Inter Milan           | Serie A               | 23          | 0           | 2           | 1               | 0               | 0               | -                 | -                 | -                 | 2          | 0          | 1          | C1                             | 5                              | 0                              | 0                              | -                    | -                    | -                    | -                        | -                        | -                        | 31    | 0     | 3     |
| 2024-2025             | Inter Milan           | Serie A               | 23          | 0           | 1           | 2               | 0               | 0               | -                 | -                 | -                 | -          | -          | -          | C1                             | 12                             | 1                              | 0                              | -                    | -                    | -                    | 1                        | 0                        | 0                        | 38    | 1     | 1     |
| Sous-total            | Sous-total            | Sous-total            | 46          | 0           | 3           | 3               | 0               | 0               | -                 | -                 | -                 | 2          | 0          | 1          | -                              | 17                             | 1                              | 0                              | -                    | -                    | -                    | 1                        | 0                        | 0                        | 69    | 1     | 4     |
| Total sur la carrière | Total sur la carrière | Total sur la carrière | 264         | 10          | 11          | 17              | 0               | 0               | 3                 | 0                 | 0                 | 6          | 1          | 1          | -                              | 51                             | 3                              | 4                              | 1                    | 0                    | 0                    | 3                        | 1                        | 0                        | 345   | 15    | 16    |

### En sélections nationales
| Saison                | Sélection             | Phases finales              | Phases finales | Phases finales | Phases finales | Éliminatoires | Éliminatoires | Éliminatoires | Ligue des nations | Ligue des nations | Ligue des nations | Matchs amicaux | Matchs amicaux | Matchs amicaux | Total | Total | Total |
| Saison                | Sélection             | Compétition                 | M              | B              | Pd             | M             | B             | Pd            | M                 | B                 | Pd                | M              | B              | Pd             | M     | B     | Pd    |
| --------------------- | --------------------- | --------------------------- | -------------- | -------------- | -------------- | ------------- | ------------- | ------------- | ----------------- | ----------------- | ----------------- | -------------- | -------------- | -------------- | ----- | ----- | ----- |
| 2017-2018             | France                | Coupe du monde 2018         | 6              | 1              | 0              | -             | -             | -             | -                 | -                 | -                 | 6              | 0              | 1              | 12    | 1     | 1     |
| 2018-2019             | France                | -                           | -              | -              | -              | 3             | 0             | 1             | 4                 | 0                 | 0                 | 3              | 0              | 0              | 10    | 0     | 1     |
| 2019-2020             | France                | -                           | -              | -              | -              | 5             | 0             | 0             | -                 | -                 | -                 | -              | -              | -              | 5     | 0     | 0     |
| 2020-2021             | France                | Euro 2020                   | 3              | 0              | 0              | 2             | 0             | 0             | 3                 | 1                 | 0                 | 3              | 0              | 1              | 11    | 1     | 1     |
| 2021-2022             | France                | Ligue des nations 2020-2021 | 2              | 0              | 0              | 2             | 0             | 0             | 3                 | 0                 | 0                 | -              | -              | -              | 7     | 0     | 0     |
| 2022-2023             | France                | Coupe du monde 2022         | 1              | 0              | 0              | 2             | 1             | 0             | 1                 | 0                 | 0                 | -              | -              | -              | 4     | 1     | 0     |
| 2023-2024             | France                | Euro 2024                   | -              | -              | -              | 1             | 0             | 0             | -                 | -                 | -                 | 4              | 2              | 0              | 5     | 2     | 0     |
| 2024-2025             | France                | Ligue des nations 2024-2025 | -              | -              | -              | -             | -             | -             | 1                 | 0                 | 0                 | -              | -              | -              | 1     | 0     | 0     |
| Total sur la carrière | Total sur la carrière | Total sur la carrière       | 12             | 1              | 0              | 15            | 1             | 1             | 12                | 1                 | 0                 | 16             | 2              | 2              | 55    | 5     | 3     |

### Liste des matchs internationaux
| Matchs internationaux de Benjamin Pavard | Matchs internationaux de Benjamin Pavard | Matchs internationaux de Benjamin Pavard              | Matchs internationaux de Benjamin Pavard | Matchs internationaux de Benjamin Pavard | Matchs internationaux de Benjamin Pavard | Matchs internationaux de Benjamin Pavard                             |
|                                          | Date                                     | Lieu                                                  | Adversaire                               | Résultat                                 | Compétition                              | Notes                                                                |
| ---------------------------------------- | ---------------------------------------- | ----------------------------------------------------- | ---------------------------------------- | ---------------------------------------- | ---------------------------------------- | -------------------------------------------------------------------- |
| 1.                                       | 10 novembre 2017                         | Stade de France, Saint-Denis, France                  | Pays de Galles                           | 2 - 0                                    | Match amical                             | Entre en jeu à la place de Christophe Jallet à la 46e minute de jeu. |
| 2.                                       | 14 novembre 2017                         | RheinEnergieStadion, Cologne, Allemagne               | Allemagne                                | 2 - 2                                    | Match amical                             | Entre en jeu à la place de Christophe Jallet à la 64e minute de jeu. |
| 3.                                       | 27 mars 2018                             | Stade Krestovski, Saint-Pétersbourg, Russie           | Russie                                   | 3 - 1                                    | Match amical                             | Titulaire.                                                           |
| 4.                                       | 28 mai 2018                              | Stade de France, Saint-Denis, France                  | République d'Irlande                     | 2 - 0                                    | Match amical                             | Entre en jeu à la place de Djibril Sidibé à la 82e minute de jeu.    |
| 5.                                       | 1er juin 2018                            | Allianz Riviera, Nice, France                         | Italie                                   | 3 - 1                                    | Match amical                             | Titulaire.                                                           |
| 6.                                       | 9 juin 2018                              | Parc Olympique lyonnais, Décines-Charpieu, France     | États-Unis                               | 1 - 1                                    | Match amical                             | Entre en jeu à la place de Djibril Sidibé à la 74e minute de jeu.    |
| 7.                                       | 16 juin 2018                             | Kazan Arena, Kazan, Russie                            | Australie                                | 2 - 1                                    | Coupe du monde 2018                      | Titulaire.                                                           |
| 8.                                       | 21 juin 2018                             | Iekaterinburg Arena, Iekaterinbourg, Russie           | Pérou                                    | 1 - 0                                    | Coupe du monde 2018                      | Titulaire.                                                           |
| 9.                                       | 30 juin 2018                             | Kazan Arena, Kazan, Russie                            | Argentine                                | 4 - 3                                    | Coupe du monde 2018                      | Titulaire.                                                           |
| 10.                                      | 6 juillet 2018                           | Stade de Nijni Novgorod, Nijni Novgorod, Russie       | Uruguay                                  | 2 - 0                                    | Coupe du monde 2018                      | Titulaire.                                                           |
| 11.                                      | 10 juillet 2018                          | Stade de Saint-Pétersbourg, Saint-Pétersbourg, Russie | Belgique                                 | 1 - 0                                    | Coupe du monde 2018                      | Titulaire.                                                           |
| 12.                                      | 15 juillet 2018                          | Stade Loujniki, Moscou, Russie                        | Croatie                                  | 4 - 2                                    | Coupe du monde 2018                      | Titulaire.                                                           |
| 13.                                      | 6 septembre 2018                         | Allianz Arena Munich, Allemagne                       | Allemagne                                | 0 - 0                                    | Ligue des nations 2018-2019              | Titulaire.                                                           |
| 14.                                      | 9 septembre 2018                         | Stade de France, Saint-Denis, France                  | Pays-Bas                                 | 2 - 1                                    | Ligue des nations 2018-2019              | Titulaire.                                                           |
| 15.                                      | 11 octobre 2018                          | Stade de Roudourou, Guingamp, France                  | Islande                                  | 2 - 2                                    | Match amical                             | Titulaire.                                                           |
| 16.                                      | 16 octobre 2018                          | Stade de France, Saint-Denis, France                  | Allemagne                                | 2 - 1                                    | Ligue des nations 2018-2019              | Titulaire.                                                           |
| 17.                                      | 16 novembre 2018                         | Stade de Feyenoord, Rotterdam, Pays-Bas               | Pays-Bas                                 | 2 - 0                                    | Ligue des nations 2018-2019              | Titulaire.                                                           |
| 18.                                      | 20 novembre 2018                         | Stade de France, Saint-Denis, France                  | Uruguay                                  | 1 - 0                                    | Match amical                             | Titulaire.                                                           |
| 19.                                      | 22 mars 2019                             | Stade Zimbru, Chișinău, Moldavie                      | Moldavie                                 | 1 - 4                                    | Éliminatoires Euro 2020                  | Titulaire.                                                           |
| 20.                                      | 25 mars 2019                             | Stade de France, Saint-Denis, France                  | Islande                                  | 4 - 0                                    | Éliminatoires Euro 2020                  | Titulaire.                                                           |
| 21.                                      | 2 juin 2019                              | Stade de la Beaujoire, Nantes, France                 | Bolivie                                  | 2 - 0                                    | Match amical                             | Titulaire et remplacé à la 46e minute de jeu par Léo Dubois.         |
| 22.                                      | 8 juin 2019                              | Konya Büyükşehir Belediye S., Konya, Turquie          | Turquie                                  | 2 - 0                                    | Éliminatoires Euro 2020                  | Titulaire.                                                           |
| 23.                                      | 7 septembre 2019                         | Stade de France, Saint-Denis, France                  | Albanie                                  | 4 - 1                                    | Éliminatoires Euro 2020                  | Titulaire.                                                           |
| 24.                                      | 11 octobre 2019                          | Laugardalsvöllur, Reykjavik, Islande                  | Islande                                  | 0 - 1                                    | Éliminatoires Euro 2020                  | Titulaire.                                                           |
| 25.                                      | 14 octobre 2019                          | Stade de France, Saint-Denis, France                  | Turquie                                  | 1 - 1                                    | Éliminatoires Euro 2020                  | Titulaire.                                                           |
| 26.                                      | 14 novembre 2019                         | Stade de France, Saint-Denis, France                  | Moldavie                                 | 2 - 1                                    | Éliminatoires Euro 2020                  | Titulaire.                                                           |
| 27.                                      | 17 novembre 2019                         | Air Albania Stadium, Tirana, Albanie                  | Albanie                                  | 0 - 2                                    | Éliminatoires Euro 2020                  | Entre en jeu à la place de Léo Dubois à la 88e minute de jeu.        |
| 28.                                      | 7 octobre 2020                           | Stade de France, Saint-Denis, France                  | Ukraine                                  | 7 - 1                                    | Match amical                             | Titulaire.                                                           |
| 29.                                      | 11 octobre 2020                          | Stade de France, Saint-Denis, France                  | Portugal                                 | 0 - 0                                    | Ligue des nations 2020-2021              | Titulaire.                                                           |
| 30.                                      | 14 novembre 2020                         | Estádio da Luz, Lisbonne, Portugal                    | Portugal                                 | 0 - 1                                    | Ligue des nations 2020-2021              | Titulaire.                                                           |
| 31.                                      | 17 novembre 2020                         | Stade de France, Saint-Denis, France                  | Suède                                    | 4 - 2                                    | Ligue des nations 2020-2021              | Titulaire.                                                           |
| 32.                                      | 24 mars 2021                             | Stade de France, Saint-Denis, France                  | Ukraine                                  | 1 - 1                                    | Éliminatoires de la Coupe du monde 2022  | Titulaire.                                                           |
| 33.                                      | 31 mars 2021                             | Stade Grbavica, Sarajevo, Bosnie-Herzégovine          | Bosnie-Herzégovine                       | 0 - 1                                    | Éliminatoires de la Coupe du monde 2022  | Titulaire.                                                           |
| 34.                                      | 2 juin 2021                              | Allianz Riviera, Nice, France                         | Pays de Galles                           | 3 - 0                                    | Match amical                             | Titulaire et remplacé à la 46e minute de jeu par Jules Koundé.       |
| 35.                                      | 8 juin 2021                              | Stade de France, Saint-Denis, France                  | Bulgarie                                 | 3 - 0                                    | Match amical                             | Titulaire.                                                           |
| 36.                                      | 15 juin 2021                             | Allianz Arena, Munich, Allemagne                      | Allemagne                                | 1 - 0                                    | Euro 2020                                | Titulaire.                                                           |
| 37.                                      | 19 juin 2021                             | Stade Ferenc-Puskás, Budapest, Hongrie                | Hongrie                                  | 1 - 1                                    | Euro 2020                                | Titulaire.                                                           |
| 38.                                      | 28 juin 2021                             | Arena Națională, Bucarest, Roumanie                   | Suisse                                   | 3 - 3 4-5 t.a.b                          | Euro 2020                                | Titulaire.                                                           |
| 39.                                      | 7 octobre 2021                           | Juventus Stadium, Turin, Italie                       | Belgique                                 | 2 - 3                                    | Phase finale Ligue des nations 2020-2021 | Titulaire et remplacé à la 90e minute de jeu par Léo Dubois.         |
| 40.                                      | 10 octobre 2021                          | Stade San Siro, Milan, Italie                         | Espagne                                  | 1 - 2                                    | Phase finale Ligue des nations 2020-2021 | Titulaire et remplacé à la 79e minute de jeu par Léo Dubois.         |
| 41.                                      | 13 novembre 2021                         | Parc des Princes, Paris, France                       | Kazakhstan                               | 8 - 0                                    | Éliminatoires de la Coupe du monde 2022  | Entre en jeu à la place de Kingsley Coman à la 80e minute de jeu.    |
| 42.                                      | 16 novembre 2021                         | Stade olympique d'Helsinki, Helsinki, Finlande        | Finlande                                 | 2 - 0                                    | Éliminatoires de la Coupe du monde 2022  | Entre en jeu à la place de Léo Dubois à la 46e minute de jeu.        |
| 43.                                      | 6 juin 2022                              | Stade Poljud, Split, Croatie                          | Croatie                                  | 1 - 1                                    | Ligue des nations 2022-2023              | Titulaire.                                                           |
| 44.                                      | 10 juin 2022                             | Stade Ernst-Happel, Vienne, Autriche                  | Autriche                                 | 1 - 1                                    | Ligue des nations 2022-2023              | Titulaire.                                                           |
| 45.                                      | 13 juin 2022                             | Stade de France, Saint-Denis, France                  | Croatie                                  | 0 - 1                                    | Ligue des nations 2022-2023              | Entre en jeu à la place de Jules Koundé à la 46e minute de jeu.      |
| 46.                                      | 25 septembre 2022                        | Parken Stadium, Copenhague, Danemark                  | Danemark                                 | 2 - 0                                    | Ligue des nations 2022-2023              | Titulaire.                                                           |
| 47.                                      | 22 novembre 2022                         | Stade Al-Janoub, Al Wakrah, Qatar                     | Australie                                | 4 - 1                                    | Coupe du monde 2022                      | Titulaire et remplacé par Jules Koundé à la 89e minute de jeu.       |
| 48.                                      | 27 mars 2023                             | Aviva Stadium, Dublin, Irlande                        | République d'Irlande                     | 1 - 0                                    | Éliminatoires de l'Euro 2024             | Titulaire et remplacé par Jules Koundé à la 81e minute de jeu.       |
| 49.                                      | 16 juin 2023                             | Stade de l'Algarve, Almancil, Portugal                | Gibraltar                                | 3 - 0                                    | Éliminatoires de l'Euro 2024             | Titulaire.                                                           |
| 50.                                      | 7 septembre 2023                         | Parc des Princes, Paris, France                       | République d'Irlande                     | 2 - 0                                    | Éliminatoires de l'Euro 2024             | Entre en jeu à la place de Jules Koundé à la 89e minute de jeu.      |
| 51.                                      | 12 septembre 2023                        | Signal Iduna Park, Dortmund, Allemagne                | Allemagne                                | 2 - 1                                    | Match amical                             | Titulaire et remplacé par Jules Koundé à la 65e minute de jeu.       |
| 52.                                      | 17 octobre 2023                          | Stade Pierre-Mauroy, Villeneuve-d'Ascq, France        | Écosse                                   | 4 - 1                                    | Match amical                             | Titulaire.                                                           |
| 53.                                      | 23 mars 2024                             | Parc Olympique lyonnais, Décines-Charpieu, France     | Allemagne                                | 0 - 2                                    | Match amical                             | Titulaire.                                                           |
| 54.                                      | 5 juin 2024                              | Stade Saint-Symphorien, Longeville-lès-Metz, France   | Luxembourg                               | 3 - 0                                    | Match amical                             | Entre en jeu à la place de Jules Koundé à la 64e minute de jeu.      |
| 55.                                      | 17 novembre 2024                         | Stade San Siro, Milan, Italie                         | Italie                                   | 1 - 3                                    | Ligue des nations 2024-2025              | Entre en jeu à la place de Jules Koundé à la 82e minute de jeu.      |

#### Buts internationaux
| Buts internationaux de Benjamin Pavard | Buts internationaux de Benjamin Pavard | Buts internationaux de Benjamin Pavard         | Buts internationaux de Benjamin Pavard | Buts internationaux de Benjamin Pavard | Buts internationaux de Benjamin Pavard | Buts internationaux de Benjamin Pavard | Buts internationaux de Benjamin Pavard | Buts internationaux de Benjamin Pavard |
|                                        | Date                                   | Lieu                                           | Adversaire                             | Résultat                               | Compétition                            | Notes                                  | Notes                                  | Sel.                                   |
| -------------------------------------- | -------------------------------------- | ---------------------------------------------- | -------------------------------------- | -------------------------------------- | -------------------------------------- | -------------------------------------- | -------------------------------------- | -------------------------------------- |
| 1.                                     | 30 juin 2018                           | Kazan Arena, Kazan, Russie                     | Argentine                              | 4 - 3                                  | Coupe du monde 2018                    | 2 - 2                                  | 57e du pied droit                      | 9e                                     |
| 2.                                     | 17 novembre 2020                       | Stade de France, Saint-Denis, France           | Suède                                  | 4 - 2                                  | Ligue des nations 2020-2021            | 2 - 1                                  | 36e du pied droit                      | 31e                                    |
| 3.                                     | 27 mars 2023                           | Aviva Stadium, Dublin, Irlande                 | République d'Irlande                   | 0 - 1                                  | Éliminatoires de l'Euro 2024           | 0 - 1                                  | 50e du pied droit                      | 48e                                    |
| 4.                                     | 17 octobre 2023                        | Stade Pierre-Mauroy, Villeneuve-d'Ascq, France | Écosse                                 | 4 - 1                                  | Match amical                           | 1 - 1                                  | 16e de la tête                         | 52e                                    |
| 5.                                     | 17 octobre 2023                        | Stade Pierre-Mauroy, Villeneuve-d'Ascq, France | Écosse                                 | 4 - 1                                  | Match amical                           | 2 - 1                                  | 25e de la tête                         | 52e                                    |

## Palmarès

### En club
Formé au Lille OSC, c'est avec le VfB Stuttgart que Benjamin Pavard remporte son premier titre en étant Champion de deuxième division allemande en 2017. Parti ensuite au Bayern Munich, il rate un premier titre dès son premier match, en s'inclinant en Supercoupe d'Allemagne mais termine la saison avec un triplé Coupe-Championnat et Ligue des Champions. La saison suivante commence en remportant la Supercoupe de l'UEFA et la Supercoupe d'Allemagne avant de remporter la Coupe du monde des clubs et le championnat d'Allemagne. Absent pour la Supercoupe d'Allemagne 2021, il remporte un troisième titre de champion en fin de saison 2021-2022. Il s’adjuge ensuite son quatrième titre de champion en quatre ans après avoir soulevé une deuxième Supercoupe d'Allemagne lors d'un match dans lequel il est buteur.
À l'été 2023, il s'incline lors de la Supercoupe d'Allemagne avant de quitter le club et rejoindre l'FC Inter Milan, avec qui il est champion d'Italie dès la première saison après avoir remporté la Supercoupe d'Italie. La saison suivante, il termine vice-champion d'Italie et s'incline en finale de Ligue des champions face au Paris Saint-Germain.
| VfB Stuttgart (1)                       | Bayern Munich (10) | Inter Milan (2) |
| --------------------------------------- | --- | --- |
| - 2. Bundesliga (1) : - Champion : 2017 | - Championnat d'Allemagne (4) - Champion : 2020, 2021, 2022 et 2023 - Coupe d'Allemagne (1) : - Vainqueur : 2020 - Supercoupe d'Allemagne (2) : - Vainqueur : 2020 et 2022 - Finaliste : 2019 et 2023 - Ligue des Champions (1) : - Vainqueur : 2020 - Supercoupe de l'UEFA (1) : - Vainqueur : 2020 - Coupe du Monde des clubs (1) : - Vainqueur : 2020 | - Championnat d'Italie (1) : - Vainqueur : 2024 - Vice-champion : 2025 - Supercoupe d'Italie (1): - Vainqueur : 2023 - Ligue des Champions : - Finaliste : 2025 |

### En sélection nationale
En équipe de France, il compte 55 sélections pour 5 buts et participe à deux Coupes du monde dont celle de 2018 qui le sacre champion du monde et celle de 2022 où les bleus sont finaliste malheureux. Il participe également à deux Euro en 2020 et 2024 et remporte la Ligue des nations en 2021 avant de terminer troisième en 2025.
| France (2) |
| --- |
| - Coupe du Monde (1) : - Vainqueur en 2018. - Finaliste en 2022 - Ligue des Nations (1) : - Vainqueur en 2021 - Troisième en 2025 |

### Distinctions personnelles et records
- Récompensé par la FIFA pour avoir inscrit le « plus beau but de la Coupe du monde 2018 » lors du match France-Argentine (4-3) en huitièmes de finale du tournoi[57].
- Membre de l'équipe de l'année World Soccer Awards avec l'équipe de France en 2018.
- Membre de l'équipe de l'année France Football avec l'équipe de France en 2018.
- 3e joueur au record d'invincibilité sous le maillot bleu[58].

## Décoration
- Chevalier de la Légion d'honneur. Par décret du Président de la République en date du 31 décembre 2018, tous les membres de l'équipe de France championne du monde 2018 sont promus au grade de Chevalier de la Légion d'honneur[1].

## Solidarité
Le 7 novembre 2019, il lance une campagne contre le harcèlement avec la chaîne Cartoon Network.